# 青山莉菜
青山 莉菜（あおやまりな）は、日本のモデル、レースクイーン、コンパニオン、スロットライター。
6月2日誕生日。血液型B型。身長148cm。B80・W54・H83。

## 来歴・人物
- 神奈川県出身。
- 新潟のダムズグループのニコ生に多数出演中。
- あだなは姫。高校時代に自分から発信。お気に入りの姫の衣装を持っている。
- 好きな食べ物はお寿司、味噌汁、新潟県新発田市(シバタ）にあるラーメン満月の辛子味噌ラーメン。
- 趣味は旅行。
- 特技はおにぎりダンス。
- 話し方はいつも明るく、声が大きい。好きな言葉は「にゃんころビーム」「リールが止まって見えるぜ」
- 好きな男性のタイプは動物好きな優しい、良い匂いの人。
- カラオケの十八番は、甲賀忍法帖。
- 好きな土地　　新潟市紫竹　新発田市島潟　藤沢市江ノ島

## 活動内容
- 東京オートサロン　ＴＳＭブース2009〜2011
- アメリガンカーフェスタプラチナムブースモデル
- スーパー耐久2012 キョウシンレディ
- スーパー耐久RQ  RSオガワ 2011
- JOY耐コチラレーシングｗｉｔｈマースチームRQ
- ＯＫＥＴＡＩレースクィーン
- みにろく決定戦Ｐ−ＭＡＲＴチームレースクィーン
- ＡＳＫお天気ガール
- ＮＡＮＫＡＩＭＩＮＩＭＡＸイメージガール
- バストアップサプリメントスチールモデル
- ダイエットサプリスチールモデル
- サントリーナイトプロモーション
- テレビ北海道 よるたま
- ＲＥＤＢＵＬＬガール
- パチファイガール